# モニュメント (アルバム)
『モニュメント』は、1984年12月16日に発売された柏原芳恵のベスト・アルバム。

## 概要
これまでに発売されたヒット・シングルのA面7曲とB面5曲に加え、未発表曲2曲を含む全14曲が収録されている。当時のLPの価格は2800円が主流であったが、本作は2200円という低価格で発売されている。
1985年1月1日には、LPの発売から約2週間遅れてCDが発売された。
このアルバム単体としての再発売はされていないが、シングル曲は他のベスト・アルバムやSHM-CD化されたオリジナルアルバムのボーナストラックで聴くことが可能となっており、シングル化されていない「木旺日の秋」、「いったりきたりセレナーデ」の2曲は、『最愛 +4』にボーナストラックとして収録されている。

## 収録曲

### LP

#### SIDE A
1. ト・レ・モ・ロ
作詞：松本隆　作曲：筒美京平　編曲：船山基紀
  - 17枚目のシングルA面曲。
2. 悪戯NIGHT DOLL
作詞：銀色夏生　作曲：筒美京平　編曲：船山基紀
  - 18枚目のシングルA面曲。
3. 春なのに
作詞・作曲：中島みゆき　編曲：服部克久、J.サレッス
  - 12枚目のシングルA面曲。
4. 夏模様
作詞：微美杏里　作曲：松尾一彦　編曲：萩田光雄
  - 14枚目のシングルA面曲。
5. タイニー・メモリー
作詞・作曲：松山千春　編曲：石川鷹彦
  - 15枚目のシングルA面曲。
6. カム・フラージュ
作詞・作曲：中島みゆき　編曲：萩田光雄
  - 16枚目のシングルA面曲。
7. 最愛
作詞・作曲：中島みゆき　編曲：倉田信雄
  - 19枚目のシングルA面曲。

#### SIDE B
1. 木旺日の秋
作詞：橋本淳　作曲：筒美京平　編曲：若草恵
  - アルバム初収録の新曲。
2. いったりきたりセレナーデ
作詞：橋本淳　作曲：筒美京平　編曲：若草恵
  - アルバム初収録の新曲。
3. 渚で瞳にアイ ラブ ユウ
作詞：銀色夏生　作曲：筒美京平　編曲：戸塚修
  - 18枚目のシングル「悪戯NIGHT DOLL」のB面曲。
4. あした…恋
作詞：大津あきら　作曲：筒美京平　編曲：大村雅朗
  - 10枚目のシングル「あの場所から」のB面曲。
5. Blue Honeymoon
作詞：阿木燿子　作曲：宇崎竜童　編曲：萩田光雄
  - 13枚目のシングル「ちょっとなら媚薬」のB面曲。
6. 海岸線
作詞：松本隆　作曲：筒美京平　編曲：船山基紀
  - 17枚目のシングル「ト・レ・モ・ロ」のB面曲。
7. 坂道
作詞：山口薫　作曲：松尾一彦　編曲：萩田光雄
  - 14枚目のシングル「夏模様」のB面曲。

### CD
1. ト・レ・モ・ロ
2. 悪戯NIGHT DOLL
3. 春なのに
4. 夏模様
5. タイニー・メモリー
6. カム・フラージュ
7. 最愛
8. 木旺日の秋
9. いったりきたりセレナーデ
10. 渚で瞳にアイ ラブ ユウ
11. あした…恋
12. Blue Honeymoon
13. 海岸線
14. 坂道

## 参考資料
- 1971⇒1989アイドル・シングル大全集
- 70-80年代アイドル・芸能・サブカル考察サイト Idol.ne.jp